# Rühn
Rühn es un municipio situado en el distrito de Rostock, en el estado federado de Mecklemburgo-Pomerania Occidental (Alemania), a una altitud de 7 metros. Su población a finales de 2016 era de 600 habs. y su densidad poblacional, 40 hab/km².
Se encuentra a poca distancia al noreste de la frontera con el distrito de Mecklemburgo Noroccidental.